# Siegesgarten
Der Siegesgarten ist eine moderne Sage, die unter anderem im universitären Chemieunterricht weiterverbreitet wird und deren Quelle sich nicht mehr zurückverfolgen lässt.
Der Legende nach sollen die „Siegesgärten“ – mit Erde bedeckte Hügel aus den Körpern der gefallenen Soldaten – eine Erfindung Napoleon Bonapartes gewesen sein und dazu gedient haben, aus den Leichen Salpeter zur Gewinnung von Schwarzpulver herzustellen. Anlass für die sogenannte Innovation soll der Mangel an Schießpulver auf den Feldzügen im Rahmen der Napoleonischen Kriege gewesen sein.
Eine Version dieser modernen Sage lautet wie folgt:
Nach einer Schlacht wurden die Leichen der Gefallenen aufgesammelt und zusammengetragen. Anschließend wurden sie mit Urin überschüttet und mit einer Erdschicht bedeckt. Nitratbakterien zersetzten das Ammonium (NH4+) aus dem Urin zu Nitrat (NO3−), wobei Salpeter  entsteht, das als salzige Kruste auf der Oberfläche des Erdhügels kristallisiert. Dieses Salpeter ist zur Gewinnung von Schwarzpulver gezielt genutzt worden.
Auch wenn die Verknüpfung der beschriebenen chemischen Reaktion mit den napoleonischen Kriegen bis heute immer wieder in Vorlesungen und Prüfungen im Fach Chemie zur Ausschmückung der Unterrichtsinhalte dient, gibt es keinerlei Belege für die Anwendung einer solchen Methode durch Napoleons Grande Armée.